# Megaselia fortinervis
Megaselia fortinervis är en tvåvingeart som beskrevs av Schmitz 1926. Megaselia fortinervis ingår i släktet Megaselia och familjen puckelflugor. Inga underarter finns listade i Catalogue of Life.